# 2002 CZ248
2002 CZ248, também escrito como 2002 CZ248, é um corpo celeste que está localizado no disco disperso, uma região do Sistema Solar. Este objeto está em uma ressonância orbital de 3:7 com o planeta Netuno. Ele possui uma magnitude absoluta de 8,0 e tem um diâmetro estimado com cerca de 111 km.

## Descoberta
2002 CZ248 foi descoberto no dia 6 de fevereiro de 2002 pelo astrônomo Marc W. Buie.

## Órbita
A órbita de 2002 CZ248 tem uma excentricidade de 0,393 e possui um semieixo maior de 53,538 UA. O seu periélio leva o mesmo a uma distância de 32,510 UA em relação ao Sol e seu afélio a 74,565 UA.